# 세인트 루이스호의 대학살
세인트 루이스호의 대학살(Voyage Of The Damned)은 영국에서 제작된 스튜어트 로젠버그 감독의 1976년 드라마 영화이다. 페이 더너웨이 등이 주연으로 출연하였고 로버트 프라이어 등이 제작에 참여하였다.

## 출연

### 주연
- 페이 더너웨이
- 오스카 베르너
- 리 그랜트

### 조연
- 샘 워너메이커
- 린 프레더릭
- 데이비드 드 케이서
- 델라 맥더못
- 제네비에브 웨스트
- 루더 애들러
- 웬디 힐러
- 줄리 해리스
- 네헤미아 퍼소프
- 마리아 쉘
- 폴 코슬로
- 조나단 프라이스
- 브라이언 길버트
- 조지나 헤일
- 밀로 스퍼버
- 막스 폰 시도우
- 말콤 맥도웰
- 헬머 그리엄
- 키스 바론
- 안소니 히긴스
- 이안 컬렌
- 도날드 휴스톤
- 데이빗 데이커

## 제작진
- 협력프로듀서: 윌리엄 힐
- 미술: 윌프레드 싱글레톤
- 의상: 필리스 달톤
- 배역: 미리암 브리크먼